# فرنسيسكو هرنانديز دي توليدو
فرنسيسكو هرنانديز دي توليدو (بالإسبانية: Francisco Hernández de Toledo)‏ هو عالم نبات وعالم طيور وطبيب إسباني، ولد في 1515 في لا بويبلا دي مونتالبان في إسبانيا، وتوفي في 28 يناير 1587 في مدريد في إسبانيا.